# Euromito
Il termine "Euromito" deriva dall'inglese "Euromyth", espressione creata per identificare una storia esagerata o inventata su una presunta legislazione europea priva di senso. È opinione piuttosto diffusa che gli euromiti abbiano contribuito a creare un sentimento euroscettico nei confronti dell'Unione europea e abbiano contribuito alla Brexit.

## Storia
L'espressione fu creata dall'ufficio di Rappresentanza della Commissione europea a Londra, agli inizi degli anni '90. Quando la Commissione notava che venivano pubblicate informazioni false o fuorvianti, gli addetti stampa dell'ufficio di Londra inviavano fax alle redazioni evidenziando gli errori d'interpretazione. L'obiettivo era quello di meglio informare giornalisti e politici. Con l'arrivo del digitale gli euromiti furono digitalizzati e archiviati in un sito on-line. Oggi il sito contiene più di 600 euromiti

## Esempi storici

### La curva dei cetrioli e delle banane
Uno degli euromiti più noti e più vecchi riguarda la curva dei cetrioli e delle banane. Gia nel maggio 1994 The Independent doveva smentire un euromito sulla curva dei cetrioli. Secondo alcuni giornali la Commissione vietava la vendita di cetrioli curvi. Il regolamento n° 1677/88 non ne vietava la vendita ma precisava che potevano essere considerati categoria extra solo quelli "ben formati e praticamente diritti", i cetrioli ricurvi rientravano nelle altre categorie.
Nel settembre 1994 i tabloid più seguiti in Gran Bretagna, come Daily Express, Daily Mail, Daily Mirror e The Sun annunciarono che i burocrati di Bruxelles volevano vietare la vendita delle banane troppo curve. In realtà il regolamento n° 2257/94 precisava nelle caratteristiche minime che "devono essere prive di malformazioni e normalmente ricurve".

### Le patatine al cocktail di gamberi
Famosi sono anche alcuni euromiti resi celebri da Boris Johnson, quando lavorava come giornalista per The Daily Telegraph. Nel 2002 scrisse un articolo in cui affermava che l'UE voleva vietare la vendita delle patatine al cocktail di gamberi. In realtà si riferiva alla direttiva 88/388/CEE sugli aromi alimentari. Obiettivo della direttiva era ottenere un elenco armonizzato di quantità sicure di additivi alimentari, che consentisse di vendere liberamente il cibo tra gli Stati membri. Si scoprì poi che l'aroma mancava alla lista perché il governo britannico non l'aveva incluso nella lista degli aromi.

### Standardizzazione dei preservativi
Boris Johnson scrisse anche articoli su presunte standardizzazioni dei preservativi da parte della Commissione. In realtà le norme, che avevano lo scopo di armonizzare i prodotti per tutto il mercato unico europeo, erano state elaborate dal Comitato europeo di normazione, un organo indipendente dalle istituzioni europee.